# Аоши
Аоши (кит. 敖市镇, пін. Áoshì Zhèn) — містечко у КНР, повіт Ліпін провінції Ґуйчжоу.

## Географія
Аоши розташовується на сході префектури і провінції загалом.

### Клімат
Містечко знаходиться у зоні, котра характеризується вологим субтропічним кліматом. Найтепліший місяць — липень із середньою температурою 25.9 °C (78.6 °F). Найхолодніший місяць — січень, із середньою температурою 5.1 °С (41.2 °F).
| Клімат Аоши             | Клімат Аоши | Клімат Аоши | Клімат Аоши | Клімат Аоши | Клімат Аоши | Клімат Аоши | Клімат Аоши | Клімат Аоши | Клімат Аоши | Клімат Аоши | Клімат Аоши | Клімат Аоши | Клімат Аоши |
| Показник                | Січ.        | Лют.        | Бер.        | Квіт.       | Трав.       | Черв.       | Лип.        | Серп.       | Вер.        | Жовт.       | Лист.       | Груд.       | Рік         |
| Середня температура, °C | 5,1         | 6,2         | 10,8        | 16,4        | 20,7        | 23,7        | 25,9        | 25,5        | 22,3        | 17,3        | 12          | 7,2         | 16,1        |
| Норма опадів, мм        | 44.3        | 53.9        | 76.8        | 149.5       | 219.3       | 207.8       | 145.1       | 142.8       | 78.4        | 93.7        | 68          | 35.7        | 1315.3      |
| Днів з опадами          | 15,1        | 14,1        | 17,9        | 20          | 19,2        | 17,8        | 14,5        | 14,8        | 10,9        | 14,4        | 14,4        | 13,4        | 186,5       |
| Вологість повітря, %    | 75.5        | 77.5        | 77.8        | 78.4        | 78.9        | 79.4        | 76          | 76.1        | 73.9        | 75.4        | 76.2        | 74.7        | 76.7        |
| ----------------------- | ----------- | ----------- | ----------- | ----------- | ----------- | ----------- | ----------- | ----------- | ----------- | ----------- | ----------- | ----------- | ----------- |
| Джерело: Weatherbase    |             |             |             |             |             |             |             |             |             |             |             |             |             |